# Musée archéologique de Haïdra
Le musée archéologique de Haïdra est un petit musée du site tunisien de Haïdra créé originellement à la fin du XIXe siècle, et rouvert depuis 2018.
Le musée est composé de deux salles.

## Histoire
Le musée est créé en 1886. Les travaux du projet de réhabilitation du musée sont stoppés par la révolution tunisienne et reprennent en 2017. Afin d'enrichir la collection présentée sur le site, une « opération de collecte des plus importantes pièces archéologiques » découvertes sur le site est réalisée. Le musée a pour but d'aider la « promotion du tourisme culturel dans la délégation de Haïdra ». Le musée est conçu comme « une vitrine de la richesse archéologique d'Ammaedara et de ses environs immédiats ».
La durée de fermeture du musée a été finalement de onze ans.

## Description
L'institution occupe une superficie de 176 m2 dans un bâtiment appelé borj.

## Collections
Le musée possède des collections romaines, byzantines et islamiques pour un total d'une quarantaine de pièces archéologiques.

### Salle romaine et byzantine
- Épitaphes ;
- Stèle de défunts ;
- Statue d'Innula Crepereia ;
- Borne milliaire ;
- Mosaïques ;

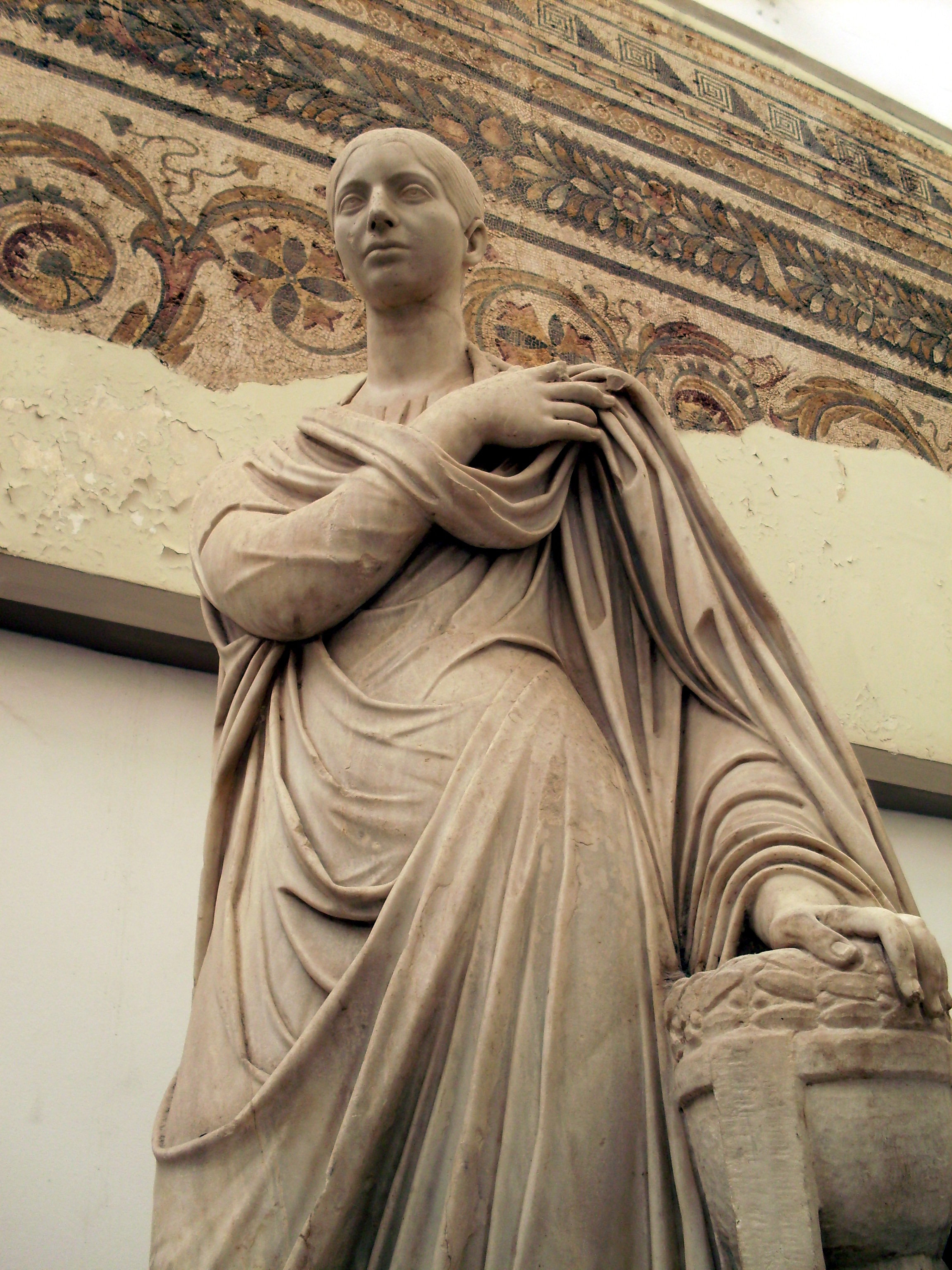
Statue de Crepereia Innula photographiée au musée national du Bardo en 2009.

- Objets utilitaires de bronze et de céramique[3].